# موقع إطلاق سبيس إكس في جنوب تكساس
موقع إطلاق سبيس إكس في جنوب تكساس المعروف أيضًا باسم موقع إطلاق بوكا شيكا هو منشأة خاصة لإنتاج الصواريخ وموقع اختبار وميناء فضائي بنته شركة سبيس إكس، ويقع في بوكا تشيكا على بعد 20 ميل (32 كـم) شرق براونزفيل تكساس على ساحل الخليج الأمريكي.

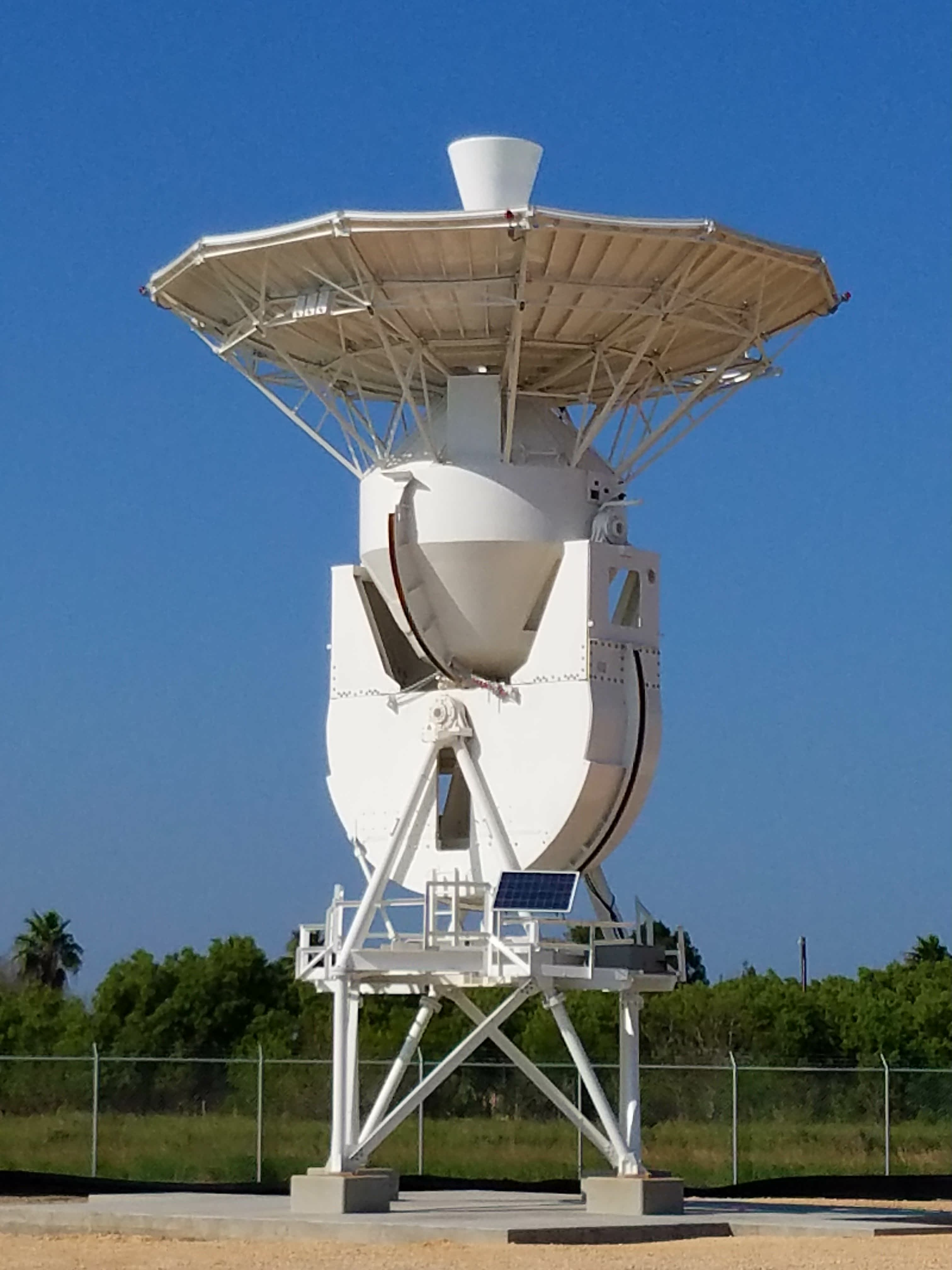
هوائي محطة تتبع مركب في مركز التحكم

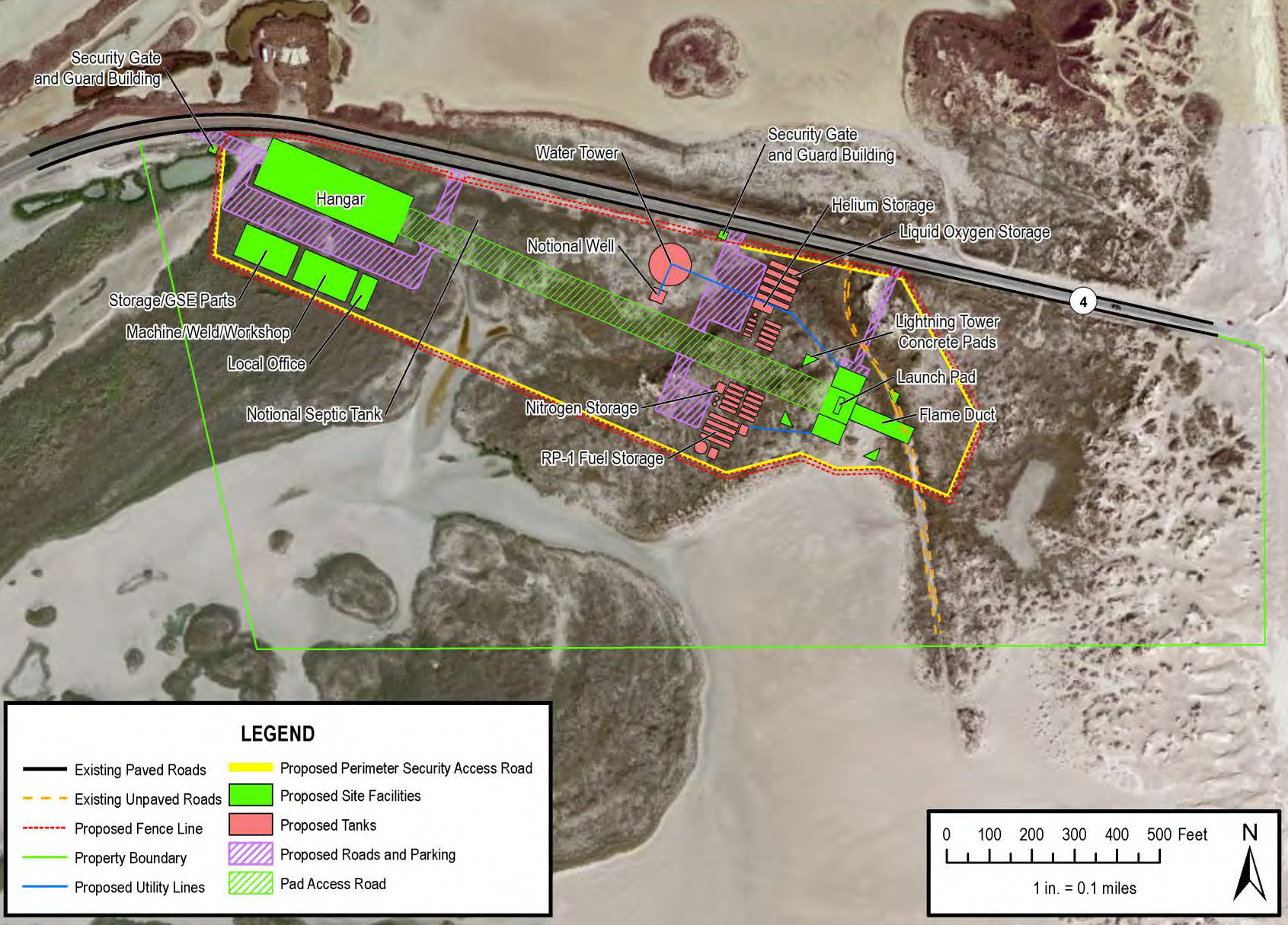
منطقة الإطلاق العمودي لمنشأة SpaceX Texas ، من مشروع FAA EIS ، أبريل 2013.